# Beornwulf av Mercia
Beornwulf av Mercia, död 826, var en engelsk monark. Han var kung av Mercia 823–826. 